# Бибаев, Ревгат Ибрагимович
Ревгат (Ривгат) Ибрагимович Бибаев (3 января 1936, Старотимошкино, Куйбышевский край — 1996) — советский футболист, защитник, футбольный тренер. Мастер спорта СССР, заслуженный тренер Киргизской ССР (1978).

## Биография
В детстве занимался боксом. Футболом начал заниматься в начале 1950-х годов в ДЮСШ при гороно г. Фрунзе. В 1954 году был включён в состав фрунзенской команды мастеров «Искра» (позднее — «Спартак», «Алга»). В 1955 году был приглашён в московский «Спартак», но не задержался в команде и в том же году вернулся в Киргизию.
В составе «Алги» выступал с перерывами около 15 сезонов, за это время сыграл около 300 матчей во втором эшелоне советского футбола.
Участник футбольного турнира Спартакиады народов СССР 1956 года в составе сборной Киргизской ССР.
В 1960 году был в заявке клуба высшей лиги «Кайрата», но не сыграл ни одного матча. В 1967 году покинул «Алгу» и провёл сезон в составе барнаульского «Темпа». «Алга» в отсутствие Бибаева добилась наивысшего успеха в советской истории, заняв третье место в зональном турнире первой лиги. На следующий год многие ведущие футболисты фрунзенского клуба перешли в другие команды и Бибаев ненадолго вернулся в «Алгу».
После окончания игровой карьеры работал в «Алге» администратором и тренером. С июля 1976 по 1979 годы — главный тренер клуба. Под его руководством «Алга» в 1977 году заняла второе место в зональном турнире второй лиги, а в 1978 году победила в турнире и заслужила право на выход в первую лигу. В дальнейшем работал детским тренером в РУОР г. Бишкека.
Умер в 1996 году.
С 1998 года в Бишкеке проводится традиционный юношеский турнир его памяти.

## Личная жизнь
Брат Дамир (род. 1940) тоже был футболистом, сыграл более 200 матчей за «Алгу».